# Icmesa
Icmesa S.p.A war eine chemische Fabrik in Meda bei Mailand. Bekannt wurde sie durch eine schwere Chemiekatastrophe, das sogenannte Sevesounglück, bei dem am 10. Juli 1976 größere Mengen hochgiftiger Stoffe austraten und für langfristige Schäden an Menschen und Umwelt sorgten.
Auf dem Gelände der abgerissenen Fabrik befinden sich heute der Park Bosco delle Querce und ein Sportplatz. Nur noch der Straßenname Via Privata Icmesa erinnert an die ehemalige Chemiefabrik. 

## Firmengeschichte
Die Icmesa wurde 1918 zur Fabrikation synthetischer Riechstoffe in Neapel gegründet und von 1920 bis 1929 als Industrie Chimiche Meridionali Società Azionaria von dem Schweizer Chemiker Paul Wenner  geleitet. 1929 wurde der Betrieb der Familie Wenner liquidiert und von Givaudan Genf übernommen. 1943 wurden durch den Zweiten Weltkrieg die Fabrikanlagen in Neapel zerstört und die Produktion von Neapel nach Meda bei Mailand verlagert.
1946 erfolgte eine Neugründung unter dem Namen Industrie Chimiche Meda Società Azionaria. Das Akronym Icmesa wurde also beibehalten und der Firmensitz von Neapel nach Meda verlegt.
1963 kaufte die 1896 gegründete F. Hoffmann-La Roche AG aus Basel den Riechstoff- und Aromenhersteller Givaudan SA aus Vernier bei Genf als Teilaktionär der Icmesa. Givaudan erwarb 1965 die Aktienmehrheit der Icmesa. Nach dem Kauf der restlichen Aktien begann 1969 bei Icmesa die Produktion von Trichlorphenol, einem Zwischenprodukt bei der Herstellung von Hexachlorophen. Hexachlorophen ist ein Desinfektionsmittel, das in den Medizinalseifen der Roche-Gruppe Verwendung fand.